# Jeholornis curvipes
Jeholornis curvipes (лат.) — вид вымерших примитивных птиц из рода Jeholornis, найденных в формации Исянь и живших в раннем мелу. Был описан по образцу скелета YFGP-yb2. Являлись хищными птицами

## Описание
Видовое название образовано из латинских слов "curvus" (изогнутый) и "pes" (ступня), что связано с боковым уклоном дистальной части плюсневых костей. Этот новый вид базальных птиц характеризуется следующими признаками: зубная кость без окостеневшего симфиза; стержневидный коракоид с латеральным отростком, не отделившимся от латерального края; медиальный край клювовидного отростка вогнутый на всем его протяжении; дельтопекторальный гребень плечевой кости слегка отклонен от диафиза; соотношение длины II пястной кости и длины плечевой кости 0,58; соотношение между пястными I и пястными II 0,17; соотношение фаланг пальцев I-1:фаланги II-1 1,29; наличие двух выступающих проксимальных мыщелков на каудальном конце большеберцовой кости; и дистальная половина плюсневых костей отклонена латерально.
Анатомические особенности предполагают, что YFGP-yb2, голотип, на момент смерти был взрослым. Структура костей на проксимальном и дистальном концах клювовидного отростка, плечевой, локтевой, лобковой и бедренной кости обычная и непрерывная; лобные кости срастаются вместе по их сагиттальной линии; невральные дуги каудальных шейных позвонков полностью срастаются с соответствующими центрами. КТ-снимки показывают, что все крестцовые позвонки срослись вместе; пястные кости II и III срослись проксимально; и  плюсневые кости II, III и IV срослись проксимально. Поскольку анторбитальная область сохранилась не полностью, невозможно проверить, является ли эта область ростро-каудально короче, чем дорсовентрально высокой, как у Xiaotingia zhengi и других Maniraptora, включая Archaeopteryx lithographica. Предчелюстные и верхнечелюстные окна в результате размозжения не сохранились. Лобные кости срослись по всей длине, и, как и у Jeholornis palmapenis, левая лобная кость при виде сверху имеет форму лепестка. Фронтальные кости также выпуклые и расширяются в каудальном направлении. Утолщения орбитального края нет, в отличие от Confuciusornis santus, где это утолщение интерпретируется как слияние пальпебральной и лобной костей. Лобные кости перпендикулярно срастаются с теменными, как это описано для Confuciusornis santus. В отличие от Mei long, межлобный шов не отделен от теменных треугольной вырезкой. Симфизиальная область зубных костей не окостенела, в отличие от Jeholornis prima. Зубные кости крепкие, как и у других представителей Jeholornithiformes, с выпуклым ростровентральным краем и вогнутым вентральным краем. Вентральный отросток зубной кости расположен под ростральной частью надугольной кости, в то время как спинной отросток отсутствует. Широкая бороздка проходит вдоль латеральной стороны зубной кости и не содержит никаких отверстий, в отличие от Troodontidae и Archaeopteryx lithographica. Угловатый рострально тонкий и расширяется каудально; дорсальный край его рострального конца переходит в вентральный край наружного нижнечелюстного отверстия. Дорсальнее углового имеется широкий надугольный. Дорсальный край надугловой кости выпуклый и в каудальном отделе имеет желобок, не продолжающийся в ростральный отдел этой же кости. Бинокулярные наблюдения и рентгенограммы показывают, что челюсти лишены зубов на всем сохранившемся протяжении.
Шейный отдел плохо сохранился, что затрудняет различие между позвонками. Хотя рентгенограммы позволяют однозначно выделить четыре шейных позвонка, остальные защемлены под лопаточной областью и различить дорсальный и шейный ряды невозможно. Самый передний шейный позвонок на 87% краниокаудально короче, чем самый каудальный шейный позвонок. Презигапофизы образуют краниомедиально ориентированную суставную поверхность. Шейное ребро можно наблюдать в сочленении со вторым шейным позвонком. Длина этого ребра 11.7 мм, что составляет 109% длины соответствующего центра.
Рентгенограммы также показывают восемь однозначных спинных позвонков. Однако передняя часть дорсальной области раздавлена под лопаточной областью, поэтому самую каудальную часть нельзя отличить от крестцовой области даже на рентгенограммах и КТ. Нет разницы в размере между восьмым спинным позвонком. Рентгенограммы показывают трапециевидные нервные отростки с дорсальными краями, которые лишь немного короче соответствующих центров. Все нервные дуги полностью срослись с соответствующими центрами, что позволяет предположить, что этот образец взрослый (как обсуждалось выше).
Крестцовую область нельзя осмотреть напрямую из-за плохой сохранности. Однако один поперечный отросток, расположенный каудально к левой бедренной кости, такой же ширины, как у Jeholornis prima. Этот отросток имеет прямой латеральный край, образующий угол менее 45° с соответствующим каудальным краем.
Сохранились только первые девять хвостовых позвонков. Внутри этой серии проксимальные центры на 57% короче дистальных, а точка перехода расположена после второго хвостового позвонка, как у Jeholornis prima. Невральные отростки и поперечные отростки не видны. И проксимальная, и дистальная суставные поверхности хвостового позвонка слегка выпуклые. Зигапофизы удлиняются проксимодистально, хотя их длина остается в пределах 30% от длины соответствующего позвонка. КТ показывает, что шевроны проксимальных хвостовых позвонков имеют прямоугольную форму и дорсовентрально выше, чем проксимодистально, как у J. palmapenis. Они становятся антерокаудально такими же длинными, как и соответствующий центр в дистальном ряду. Как и у Archaeopteryx lithographica, Anchiornis huxleyi и Aurornis xui, вдоль соединения нервных дуг и центра проходит борозда. Лопатка длинная, тонкая, лентовидная. Дистальный конец лопатки тонкий и круглый, а не острый, как у современных птиц. Он изогнут вентрально, а его толщина уменьшается каудально, как у J. prima. Его вентральный край заметно толще спинного края. Рядом с суставной ямкой на вентральной стороне лопатки нет дистальной борозды, как у Xiaotingia zhengi. Выдающийся акромиальный отросток присутствует на проксимальном конце лопатки, как на литографии Rahonavis ostromi . Суставная ямка расположена каудально по отношению к акромиональному отростку и ориентирована латеродорсально, как у C. santus. Лопатка значительно короче (66%), чем плечевая кость, как у производных Maniraptora и базальных авиал, и лежит параллельно дорсальным позвонкам, как у A. lithographica и Mei long.
Рентгенограммы показывают шов между лопаткой и клювовидным отростком, что указывает на то, что эти кости не полностью срослись. Два коракоида соприкасаются с соответствующими лопатками под углом менее 90°, как у Zhongjianornis yangi и Sapeornis chaoyangensis. Левый коракоид стержневидный, как у Jeholornis prima, Z. yangi и Sapeornis chaoyangensis составляет примерно половину длины лопатки. Его край грудины субгоризонтальный. Его медиальный край явно вогнутый, тогда как у Jeholornis prima он слегка выпуклый. Латеральный отросток развит не так хорошо, как у Jeholornis prima, у которого этот отросток четко обособлен от латерального края коракоида. Прокоракоидный процесс слаборазвитый на перекрестке между коракоидом и лопаткой. Хорошо развит полушаровидный акрокоракоидный отросток. В проксимальной области клювовидного отростка нет подсуставной ямки, в отличие от X. zhengi и Eosinopteryx brevipenna.
Фуркула видна полностью на рентгенограммах. Он крепкий и имеет форму бумеранга, как у J. prima, A. lithographica, C. santus, X. zhengi и Dromaeosauridae. Ветви вилки составляют менее одной трети длины бедренной кости. На стыке двух ветвей нет гипокледеума, что также наблюдается у J. prima, S. sinensis, C. santus и A. huxleyi. Внутриключичный угол равен 62°, ветви вилки сдавлены краниокаудально.
Ребра YFGP-yb2 длинные и тонкие, как у многих базальных птиц (например, A. lithographica, J. prima, S. sinensis, S. chaoyangensis), следов коракоидов нет. Элементы гастралии расположены вблизи тазовой области, расширены проксимально и сужены дистально.
Крупный коричневатый элемент также присутствует в стернальной области скелета. Чтобы определить, является ли эта кость остатками грудины, был проведён анализ с помощью сканирующей электронной микроскопии (СЭМ) в сочетании с энергодисперсионной спектрометрией (ЭДС). Результаты ЭДС показывают, что отношение Ca/P в этом регионе колеблется от 1,5 до 2, подтверждая, что этот элемент образован апатитом. СЭМ-анализ также выявляет наличие концентрических ламеллярных структур, подобных тем, которые наблюдаются в свежих костях. Гаверсов канал и канал Фолькмана сохраняются вместе с чечевицеобразными порами, лежащими параллельно концентрическим пластинкам; это могли быть остатки окаменелых остеобластов. Изображения крупным планом показывают наличие минерализованных коллагеновых волокон внутри гаверсова канала, что также наблюдается в костях игуанодона. Поэтому вполне вероятно, что этот коричневатый элемент представляет собой окостеневшую грудину, редко сохраняющуюся у базальных птиц (например, у A. lithographica и S. chaoyangensis). К сожалению, плохая сохранность этой кости не позволяет проводить дальнейшие сравнения с другими экземплярами.
Соотношение между длиной передних конечностей (плечевая кость + локтевая кость + пястная кость II) и длиной задней конечности (бедро + голень + плюсневая кость III) составляет примерно 1,22, что аналогично у J. prima. Плечевая кость составляет примерно 120% длины бедренной кости и является более прочной. Диафиз прямой в краниальном виде. Дельтопекторальный гребень широкий (117% ширины плечевой кости в середине диафиза) и простирается вдоль 40% длины плечевой кости, как у J. prima и S. sinensis. Этот гребень имеет подпрямоугольную форму, как у J. prima, S. sinensis и S. chaoyangensis. Верхний край прямой, как у S. chaoyangensis. Его дорсодистальная часть не образует острого угла, как у J. prima. Головка плечевой кости, бицепсальная борозда, вентральный бугорок и пневмотрехглавая ямка не видны даже на рентгенограммах. Однако на рентгенограммах отчетливо видно отсутствие расширенного двуглавого гребня. Дистальные мыщелки плечевой кости в основном расположены на краниальной поверхности кости, как у S. chaoyangensis и продвинутых птиц. Вентральный мыщелок видный и шаровидный, тогда как дорсальный мыщелок меньше и почти овальный. Невозможно определить, являются ли эти два мыщелка каудально разделены локтевым отростком, как у M. long. Проксимальнее этих двух мыщелков находится небольшое углубление, которое можно интерпретировать как венечную ямку для прикрепления плечевой мышцы. Энтепикондил и экэпикондил сохранились не полностью. В отличие от C. santus проксимальная часть плечевой кости не имеет фенестрации.
Локтевая кость немного длиннее плечевой кости (106% длины плечевой кости), как у S. sinensis и S. chaoyangensis, тогда как у J. prima она имеет точно такую же длину. Диафиз слегка изогнут дорсально, как у J. prima, S. sinensis, Yandangornis longicaudus, M. long, Zhongjianornis elegans, R. ostromi и Epidexypteryx hui. Проксимальная часть правой локтевой кости имеет плоскую и овальную поверхность, вероятно, для прикрепления плечевой мышцы.
Лучевая кость немного короче (97%), чем плечевая кость. Диафиз левой лучевой кости расширен, как у C. santus, хотя невозможно узнать, образует ли это расширение прямоугольную поперечную поверхность для сочленения с лучевой. Хотя бороздка проходит по всей длине радиуса, это интерпретируется как результат дробления и поэтому не может сравниваться с аналогичной и характерной бороздкой, присутствующей у энанциорнисов.
Кисть (здесь суммарная длина II пястной кости + фаланга II-1 + фаланга II-2 + когтевая фаланга II) длиннее плечевой кости (123%). Пястная кость I имеет прямоугольную форму и не срослась со второй пястной костью, как у C. santus, тогда как пястная кость I чрезвычайно короткая (1/16 длины II пястной кости), как и у J. prima. Пястная кость II прямая и такая же широкая, как пястная кость III, тогда как проксимальный конец пястной кости II заканчивается на том же уровне, что и пястная кость III, в отличие от C. santus и S. chaoyangensis. Пястные кости II и III срастаются проксимально и образуют заметный блок запястья, как у J. prima, C. santus, S. chaoyangensis и Z. elegans. Пястные кости II и III также срастаются дистально и образуют гинглимоидную суставную поверхность, как у J. prima и M. long. Рентгенограммы подтверждают полное сращение как проксимального, так и дистального концов II и III пястных костей с полным отсутствием линии шва между этими костями. Пястная кость III изогнута, как у J. prima и S. sinensis, а межкостное пространство такое же широкое, как локтевая кость в середине диафиза.
Фаланговая формула YFGP-yb2: 2-3-3/4 X-X. Предпоследняя фаланга и ноготь III пальца различимы только на рентгенограммах. Таким образом, невозможно определить точное количество фаланг для этого пальца. Фаланга I-1 не достигает дистального конца пястной кости II, как у S. sinensis, J. prima, S. chaoyangensis, C. santus и энанциорнисов. Эта фаланга прямая и тонкая (одна треть ширины фаланги II-1). Коготь I немного короче ногтя II, в отличие от S. sinensis. Фаланга II-1 является наиболее прочной фалангой кисти, как у J. prima, S. sinensis и S. chaoyangensis. Длина фаланги II-1 примерно вдвое меньше длины фаланги II-2, в отличие от S. sinensis, где фаланга II-1 примерно такой же длины, как фаланга II-2. Фаланга II-2 такой же длины, как фаланга II-1, но в три раза тоньше последней, тогда как ширина фаланги II-2 постоянна по длине. Коготь II является самым большим в кисти. Он не более изогнут, чем когти I и III. Невозможно определить, образовывали ли фаланги III-1 и III-2 угол, как у S. sinensis. Коготь III самый маленький и виден только на рентгене. Бугорок сгибателя не виден, а глубокая ямка для прикрепления коллатеральной связки присутствует на уровне дистального конца фаланги II-2.
Тазовый пояс был сильно разрушен во время фоссилизации. Правая подвздошная кость составляет 44% длины бедренной кости, ее задний край обломан. Губчатая кость отсутствует. Трехмерная реконструкция тазового пояса YFGP-yb2 показывает, что дистальная часть дорсального края имеет правильную выпуклость. КТ также показывает, что преацетабулярный отросток частично реконструирован. Нет никаких следов короткой ямки, как у C. santus. Левый лобок искривлен и обломан. КТ показывает, что правая лобковая кость имеет слегка сигмовидную форму и заканчивается ложкообразной лобковой ножкой с задним отростком, длина которого равна дистальной ширине бедренной кости. Передний отросток лобковой стопы отсутствует. На 3D-реконструкции также видно, что лобковый симфиз не окостенел. Невозможно определить, насколько растянулся лобковый симфиз в результате смещения двух костей. Сохранена только левая седалищная кость. Его дистально-проксимальная часть плохо очерчена, что делает невозможным измерение общей длины. Его дистальная часть не имеет вентро-дистального и дорс-дистального отростков. Только промежуточный отросток расположен в середине ствола и не выступает так далеко каудально, как у A. lithographica. Левая задняя конечность хорошо сохранилась и закрывает правую (рис. 9). Бедренная кость на 20% короче голени, а ее проксимальная половина слегка изогнута в стороны, как у S. chaoyangensis, C. Santus, A. xui и S. sinensis. Проксимальная половина бедренной кости уже, чем дистальная, как у S. chaoyangensis, Buitreraptor gonzalezorum, R. ostromi и A. huxleyi. Головка бедренной кости имеет субовальную форму и не отделена от вертельной области дистинктивной шейки, в отличие от того, что можно увидеть у C. santus. ИКТ-сканирование показывает, что ямка для основной связки отсутствует в верхней части головок обеих бедренных костей, что напоминает состояние у R. ostromi, Z. elegans и A. lithographica. Большой вертел не выступает и едва различим от диафиза бедренной кости. Овальная область, положение которой соответствует положению четвертого вертела, присутствует вдоль каудальной стороны бедренной кости. В дистальной части медиальный и латеральный мыщелки развиты каудально и, в отличие от Y. longicaudus, медиальный мыщелок шире латерального. Блок малоберцовой кости хорошо развит на латеральном мыщелке, тогда как малоберцовый гребень плохо сохранился. Межмыщелковая борозда уже латерального мыщелка. Подколенная ямка не такая глубокая, как у A. lithographica, R. ostromis и J. prima. Голень прямая, как у S. sinensis, C. santus, R. ostromi и M. long. Ширина этой кости равна бедренной кости, как у J. prima, J. palmapenis и S. sinensis. В проксимальной части кости нет следов кнемиального гребня, как у многих базальных птиц. На каудальной стороне большеберцовой кости видны два выступающих мыщелка, окружающих глубокую ямку для прикрепления мышцы-сгибателя. Гребень малоберцовой кости расположен латерально и простирается на одну девятую часть длины большеберцовой кости. В дистальном отделе медиальный мыщелок такой же ширины, как и латеральный мыщелок, как у S. chaoyangensis, тогда как у нептичьих теропод медиальный мыщелок шире латерального мыщелка. Левая малоберцовая кость лежит на медиальной стороне и идентична таковой у экземпляров Jeholornis, поскольку имеет широкую, быстро сужающуюся проксимальную часть. Эта кость составляет половину длины большеберцовой кости и имеет выступающий вперед проксимокраниальный отросток.
Левая стопа лежит на дорсальной стороне. Плюсневых костей пять, как у A. lithographica, C. santus, S. chaoyangensis, J. prima, J. palmapenis и S. sinensis. Пятая плюсневая кость редуцирована до менее чем одной трети длины плюсневой кости IV. Проксимальная часть пяти плюсневых костей прямая, а дистальная часть изогнута латерально. Эта конфигурация плюсневых костей не является искусственной, поскольку рентгенограммы не показывают никаких переломов или подделок. Плюсневые кости срастаются проксимально вместе с дистальными плюсневыми костями. Они не срастаются дистально, и в этой области отсутствуют сосудистые отверстия, в отличие от C. santus и S. choayangensis, а также современных птиц.
Плюсневая кость I имеет форму буквы «J» при виде снизу с острым проксимальным концом и более широким дистальным концом, как у X. zhengi, C. santus и Z. elegans. Его дистальный блок не совпадает дистально с дистальным блоком других плюсневых костей. Он лежит в том же направлении, что и плюсневые кости II-IV, предполагая, что плюсневая кость I дорсолатерально сочленена с плюсневой мышцей II, как у S. sinensis, J. palmapenis, C. santus, A. huxleyi, E. brevipenna, A. lithographica и A. xui. Она является самой большой и достигает половины длины голени. Её проксимальная часть не ущемлена, как при арктометатарзальном состоянии. Плюсневые кости II и III оканчиваются гинглимоидным сочленением, тогда как плюсневые кости IV заканчиваются, как и у C. santus, округлым, сжатым с боков мыщелком.
Фаланговая формула 2-3-4-5-0(X). I палец короткий и не достигает проксимального конца дистального блока II-2 фаланги. Фаланга II-2 длиннее фаланги II-1, как у Microraptor gui и всех базальных авиал. В отличие от Dromaeosauridae и Troodontidae, фаланга II-2 не укорочена в длину и не имеет выступающей проксимовентральной пятки. Во всех пальцах предпоследняя фаланга длиннее остальных. Сгибательные бугорки развиты слабо, как у J. prima. Ширина пальцев II и III постоянна, тогда как ширина пальца IV уменьшается проксимодистально. Ногти широкие и изогнутые; ноготь пальца II немного длиннее, чем у пальца III. Ногтевая борозда располагается по центру на латеральной стороне каждого ногтя. Проксимовентральная пятка каждого ногтя более развита, чем проксимодорсальная. Вес тела предположительно был 0,59 кг.

### Сравнения
YFGP-yb2 разделяет со всеми видами, относящимися к Jeholornithiformes, наличие прочной зубной кости с выпуклым ростровентральным краем и вогнутым вентральным краем. Однако этот признак нельзя считать диагностическим для группы, поскольку он также присутствует у S. chaoyangensis, Oviraptorosauria и Therizinosauroidea.
Dalianraptor cuhe не рассматривается для сравнения, так как требует дальнейшей подготовки для уточнения его анатомии и систематического положения. Отсутствие зубов у S. sinensis нельзя рассматривать как признак, отличный от J. prima, так как череп и нижняя челюсть плохо сохранились. Многие признаки, считающиеся диагностическими для S. sinensis (синоним Jeholornis prima), также обнаруживаются у J. curvipes, но многие другие признаки также отличают J. curvipes от S. sinensis. Сравнивать J. palmapenis' и S. sinensis труднее, поскольку J. palmapenis не сохраняет лопаточный пояс и передние конечности.
Для Jeholornis palmapenis характерны следующие аутапоморфии, отсутствующие у J. prima, J. curvipes и J. orientalis. Таким образом, этот таксон считается действительным видом, а не синонимом J. prima: зубчатая челюсть; грудной позвонок латерально вырезается проксимально двумя окнами, которые сходятся центрально и образуют единственное латеральное отверстие в самой каудальной части грудного отдела; дорсальный край подвздошной кости сильно выпуклый; постацетабулярное крыло подвздошной кости сильно вогнуто вентрально; и седалищная кость изогнута дорсально.
Jixiangornis orientalis также обладает уникальными для Jeholornithiformes признаками, в том числе: наличие большой одноэлементной грудины со слабым килем; соотношение длины передних и задних конечностей 1,31, и дельтопекторальный гребень, который простирается менее чем на 40% длины плечевой кости. Наличие четырех плюсневых костей у J. orientalis — еще один признак, по которому его можно отличить от J. prima, J. palmapenis и J. curvipes.
Несколько признаков также четко отличают J. curvipes от других представителей Jeholornithiformes: зубная кость без окостеневшего симфиза, в отличие от того, что наблюдается у J. prima и S. sinensis; у J. palmapenis зубные кости кажутся быть незаращенным рострально, как у J. curvipes, хотя этот участок очень плохо сохранился; стержневидный коракоид с латеральным отростком, не отделяющимся от латерального края, в отличие от J. prima; медиальный край клювовидного отростка вогнутый по всей его длине (от прямого до слегка выпуклого у J. prima и J. orientalis; край грудины клювовидного отростка субгоризонтальный, а не выпуклый, как у J. prima и J. orientalis; дельтопекторальный гребень меньше отклонен от диафиза плечевой кости, чем у J. prima, S. sinensis и J. orientalis; отношение между пястной костью II и длиной плечевой кости 0,58, больше, чем у J. prima, S. sinensis',с и J. orientalis (0,43, 0,46 и 0,40 соответственно); отношение длины пясти I к длине пясти II 0,17, меньше, чем у J. prima и J. orientalis (0,28 и 0,25 соответственно); отношение длины фаланги кисти I-1 к длине фаланги II-1 составляет 1,29, что немного больше, чем у J. orientalis (1,12), но ближе к J. prima; наличие двух заметных проксимальных мыщелков на каудальной стороне большеберцовой кости, которые выступают дальше назад, чем у других видов, и дистальная половина плюсневых костей с латеральным отклонением, уникальным для Jeholornithiformes. Эти десять признаков отличают Jeholornis curvipes от всех выше описанных таксонов.

### Филогенетические анализы
Филогенетический анализ был проведен для оценки взаимоотношений J. curvipes в пределах Avialae. Хотя было предложено несколько филогений Avialae. Операционная таксономическая единица (OTU) Shenzhouraptor была удалена из исходной матрицы, поскольку она включала все виды, относящиеся к роду Jeholornis, и были включены три новых OTU: J. prima, J. palmapenis и J. curvipes.
Девятьсот девяносто один таксон был одинаково взвешен и проанализирован с помощью TNT версии 1.1. Был проведен эвристический поиск 1000 повторений с использованием последовательностей случайного добавления с последующим обменом ветвями путем повторного соединения дерева пополам (содержание десяти деревьев на повтор). Впоследствии ветви были проанализированы с использованием WINCLADA, версия 1.00.08 (Nixon, 2002). Поддержку Бремера оценивали путем вычисления индексов затухания с TNT, версия 1.1.
Анализ максимальной экономии привел к одному дереву из 4570 шагов. Индекс согласованности составляет 0,26, а индекс удержания — 0,54. Дерево консенсуса вместе с его описанием представлено во вспомогательной информации. Виды, отнесенные к Jeholornithiformes, занимают положение в пределах Avialae, подтверждая их статус основных птиц. Jeholornis prima, J. palmapenis и J. curvipes образуют кладу, поддерживаемую девятью гомоплазными синапоморфиями: (i) дорсовентральный отросток зубной кости изогнут вентрально (признак 1359 [1]); (ii) переднезадняя длина предацетабулярного отростка меньше переднезадней длины постацетабулярного отростка (признак 398 [0]); 3) длина предвертлужного отростка не достигает 6/5 его проксимальной дорсовентральной высоты (признак 803 [0]); (iv) проксимодистальная длина постацетабулярного отростка составляет от 2/5 до всего пространства между предацетабулярным и постацетабулярным выступом кости (признак 1055 [1]); (v) дистальный конец седалищного стебля сбоку представляет собой широкую и плоскую суставную поверхность (признак 628 [1]); (vi) отношение дорсовентральной глубины к базальной переднезадней глубине длина лобкового стебля составляет от 1 до 1/2 (признак 1143 [1]); (vii) большеберцово-малоберцовый гребень на дистальном конце бедренной кости резко отграничен от мыщелка малоберцовой кости бороздой или вогнутостью (признак 735 [1]); (viii) толщина дистальной половины бедренной кости равна толщине ее проксимальной половины (признак 1093 [0]), и (ix) дистальные разгибательные ямки педальных фаланг глубокие с четкими краями (признак 1450 [1]). Эти девять гомоплазийных синапоморфий можно использовать для переопределения рода Jeholornis. Клада J. prima + J. curvipes поддерживается тремя гомоплазиозными синапоморфиями, а именно: (i) передняя поверхность центров шейных и передних дорсальных позвонков умеренно выпуклая (признак 194 [1]); (ii) форма шевронов для средних хвостовых позвонков представляет собой гиперудлиненные отростки, длиннее, чем в два раза прилегающие центры (признак 355 [4]), и (iii) задневентральная поверхность зубной кости для симфиза присутствует и выступает ( символ 1240 [1]).
В филогении J. orientalis является сестринским таксоном пигостильной линии, что уже было обнаружено Turner, Makovicky & Norell (2012). Эти две линии разделяют эти синапоморфии: (i) переднезадний диаметр наружного нижнечелюстного окна примерно равен или превышает четверть длины нижней челюсти (признак 171 [1]); (ii) семь крестцовых позвонков своими поперечными отростками сочленяются с медиальной стенкой лопаток подвздошных костей (признак 343 [5]); (iii) проксимодистальная длина большеберцовой кости составляет от 1 до 6/5 (признак 460 [1]); (iv) плюсневые кости срослись проксимально (признак 476 [1]); (v) самая дистальная часть латеро-дистального конца большеберцовой кости расположена дистальнее дистальной части медиодистального конца (признак 561 [1]); (vi) грудинные пластины окостенели (признак 1037[1]), и (vii) наличие гипоклеидума в месте соединения ветвей вилки (признак 1385 [1]). Как обсуждалось ранее, формы Jeholornithiformes (J. prima, J. palmapenis, S. sinensis и J. orientalis) являются парафилетическими. Jixiangornis orientalis больше не следует рассматривать как представителя Jeholornithiformes, потому что его филогенетическое положение ближе к пигостилям, чем к J. prima. В отличие от исследования Zhou & Li (2010) и Turner et al., S. chaoyangensis восстанавливается здесь как самый базальный пигостиль. Положение этого таксона позволяет предположить, что превращение хвоста в пигостиль было уникальным событием в эволюции птиц, как предполагалось в предыдущих исследованиях.

### Палеоэкология
Все виды, отнесенные к Jeholornis, характеризуются прочной треугольной зубной костью, что, вероятно, связано с их зерноядным рационом. У Jeholornis curvipes предпоследние фаланги короче, как у J. prima, J. palmapenis и птиц, не сидящих на насестах; поэтому виды, относящиеся к роду Jeholornis, вероятно, имели наземный образ жизни. Отсутствие перевернутого большого пальца у Jeholornis подтверждает эту гипотезу. У J. prima и J. palmapenis прямые линии сужаются дистально и не перекрываются значительно проксимально и дистально, поэтому аэродинамический профиль не образуется. Такое оперение, напоминающее конфигурацию Caudipteryx zoui, возможно, связано с функцией визуального отображения. Недавние точные наблюдения за J. prima и J. palmapenis выделили веерообразный участок перьев над проксимальными отделами хвостовых позвонков. Этот тракт, по-видимому, больше участвует в украшении, чем в полете.
Принимая во внимание результаты исследований, вполне вероятно, что род Jeholornis включает только наземных и питающихся семенами птиц, хотя для понимания аэродинамических способностей этих базальных птиц необходим количественный анализ.